# La Contestation (film, 1969)
Pour le film de Giuliano Biagetti, voir La Contestation (film, 1968).
Pour plus de détails, voir Fiche technique et Distribution.
La Contestation ou Évangile 70 (titre italien : Amore e rabbia) est un film collectif franco-italien à cinq sketches sorti en 1969.

## Synopsis
- L'Indifférence (L'indifferenza) de Carlo Lizzani

L'épisode s'inspire de la parabole du bon Samaritain et la transpose dans une rue moderne.
- L'Agonie (Agonia) de Bernardo Bertolucci

Un vieil évêque agonisant a une vision et réalise peu avant sa mort qu'il a passé son existence en vain. L'épisode, qui consiste principalement en une longue séquence de rêve, s'inspire de la parabole du figuier stérile.
- La Fleur de papier (La sequenza del fiore di carta) de Pier Paolo Pasolini

Riccetto (Ninetto Davoli) marche dans les rues de Rome sans se rendre compte du mal et de la souffrance qui l'entourent. Dieu lui parle, mais il n'écoute pas. La longue séquence, alternant avec des images de Riccetto dansant dans les rues avec une grande fleur rouge à la main, et souvent superposée avec des séquences représentant les images les plus crues de l'histoire de la première moitié du XXe siècle, se termine par la mort du protagoniste, coupable de ne pas avoir su renoncer à son innocence pour ouvrir les yeux sur le monde qui l'entoure.
- L'Amour (L'amore) de Jean-Luc Godard

À la veille de leur mariage, deux jeunes fiancés (elle est française, et lui italien) se retrouvent à discuter dans un toit-terrasse romain avec vue sur la ville. Le dialogue entre le jeune homme issu du milieu prolétaire, qui parle comme un marxiste, et la jeune femme issue de la bourgeoisie parisienne, révèle l'impossibilité du mariage entre deux jeunes gens issus de milieux si différents. Ils renoncent à l'amour et se séparent d'un commun accord, malgré leur tendresse mutuelle.
- La Contestation (Discutiamo, discutiamo) de Marco Bellocchio et Elda Tattoli

dans une salle de classe, des étudiants d'ultra-gauche et des étudiants conservateurs se livrent à une joute oratoire avec des jeux de rôle. Ce faisant, « l'interaction entre répression et violence et la colère impuissante de l'opposition estudiantine de 1968 apparaissent au grand jour ». Selon Goffredo Fofi, l'épisode « montre la réalité et la vitalité de la première période du mouvement étudiant ».

## Fiche technique
Sauf indication contraire, les informations mentionnées dans cette section peuvent être confirmées par la base de données cinématographiques IMDb,  présente dans la section « Liens externes ».
- Titre italien : Amore e rabbia
- Titre français : La Contestation ou Évangile 70[2]
- Réalisation : Marco Bellocchio, Bernardo Bertolucci, Jean-Luc Godard, Carlo Lizzani, Pier Paolo Pasolini et Elda Tattoli
- Scénario : Puccio Pucci, Piero Badalassi, Jean-Luc Godard, Marco Bellocchio, Carlo Lizzani, Bernardo Bertolucci et Pier Paolo Pasolini
- Musique : Giovanni Fusco
- Production : Carlo Lizzani
- Pays d'origine :  Italie /  France
- Genre : Film dramatique
- Date de sortie : 
  - Italie : 29 mai 1969
  - Allemagne de l'Ouest : juin 1969 (Berlinale 1969)
  - France : 3 juin 1970[2]

## Distribution
L'Indifférence
- Tom Baker : l'homme

L'Agonie
- Julian Beck : mourant
- Jim Anderson
- Judith Malina
- Giulio Cesare Castello (it) : prêtre
- Adriano Aprà : ecclésiastique
- Fernaldo Di Giammatteo (it)
- Petra Vogt
- Romano Costa : ecclésiastique
- Milena Vukotic : infirmière

La Fleur de papier
- Ninetto Davoli : Riccetto
- Rochelle Barbini : petite fille
- Aldo Puglisi : Dieu

L'Amour
- Christine Guého : actrice
- Nino Castelnuovo : le réalisateur
- Catherine Jourdan : spectatrice
- Paolo Pozzesi : spectateur

La Contestation
- Marco Bellocchio : lecteur

## Production
La Contestation a été tourné en 1968 et est sorti en 1969. Il a été conçu comme un film à cinq sketches, chacun devant être réalisée par un réalisateur célèbre. Les films à épisodes étaient un format assez populaire pour les films à la fin des années 1960.
Initialement, le film devait s'appeler Évangile 70 (en italien : Vangelo '70), car les intrigues de toutes les parties du film sont étroitement liées à des histoires bibliques. Par exemple, dans le sketch Indifférence de Carlo Lizzani, le criminel qui sauve les victimes d'un accident, auxquelles personne ne prête attention, rappelle le héros de la parabole du bon Samaritain. Le sketch L'Agonie de Bernardo Bertolucci fait référence à la parabole du figuier stérile. Le segment de Pier Paolo Pasolini, La Fleur de papier, met en scène un héros coupable de ne pas avoir su renoncer à son innocence pour ouvrir les yeux sur le monde qui l'entoure, et qui in fine est frappé par la foudre. À l'origine, les trois courts-métrages devaient être associés à celui de Valerio Zurlini, Assis à sa droite. De cette façon, les croyances chrétiennes et leurs actions auraient été transposées dans l'ère moderne. Outre les réalisateurs, deux scénaristes, Puccio Pucci et Piero Badalassi, en sont également les auteurs. Cependant, Assis à sa droite est ensuite devenu un long-métrage sorti indépendamment, après quoi les trois segments restants sont associés aux deux courts-métrages L'Amour de Jean-Luc Godard et La Contestation (Discutiamo, discutiamo) de Marco Bellocchio. Le titre de ce dernier segment a été donné dans la version française au film entier, connu sous son titre original Amore e rabbia (litt. « L'amour et la rage »).